# Saison 1980 de la Ligue canadienne de football
Chronologie
Saison précédente Saison suivante
1980 est la 23e saison de la Ligue canadienne de football et la 97e saison depuis la fondation de la Canadian Rugby Football Union en 1884.

## Classements
| Clt   | Équipe                 | PJ | V | D  | N | BP  | BC  | Pts |
| ----- | ---------------------- | -- | - | -- | - | --- | --- | --- |
| +001, | Tiger-Cats de Hamilton | 16 | 8 | 7  | 1 | 332 | 377 | 17  |
| +002, | Alouettes de Montréal  | 16 | 8 | 8  | 0 | 356 | 375 | 16  |
| +003, | Rough Riders d'Ottawa  | 16 | 7 | 9  | 0 | 353 | 393 | 14  |
| +004, | Argonauts de Toronto   | 16 | 6 | 10 | 0 | 334 | 358 | 12  |

| Clt   | Équipe                           | PJ | V  | D  | N | BP  | BC  | Pts |
| ----- | -------------------------------- | -- | -- | -- | - | --- | --- | --- |
| +001, | Eskimos d'Edmonton               | 16 | 13 | 3  | 0 | 505 | 281 | 26  |
| +002, | Blue Bombers de Winnipeg         | 16 | 10 | 6  | 0 | 394 | 387 | 20  |
| +003, | Stampeders de Calgary            | 16 | 9  | 7  | 0 | 407 | 355 | 18  |
| +004, | Lions de la Colombie-Britannique | 16 | 8  | 7  | 1 | 381 | 351 | 17  |
| +005, | Roughriders de la Saskatchewan   | 16 | 2  | 14 | 0 | 284 | 469 | 4   |

## Séries éliminatoires

### Demi-finale de la Conférence de l'Ouest
- 9 novembre : Stampeders de Calgary 14 - Blue Bombers de Winnipeg 32

### Finale de la Conférence de l'Ouest
- 15 novembre : Blue Bombers de Winnipeg 24 - Eskimos d'Edmonton 34

### Demi-finale de la Conférence de l'Est
- 8 novembre : Rough Riders d'Ottawa 21 - Alouettes de Montréal 25

### Finale de la Conférence de l'Est
- 16 novembre : Alouettes de Montréal 13 - Tiger-Cats de Hamilton 24

### 68ecoupe Grey
- 23 novembre : Les Eskimos d'Edmonton gagnent 48-10 contre les Tiger-Cats de Hamilton au stade de l'Exposition nationale à Toronto (Ontario).

## Honneurs individuels
- Trophée Schenley du meilleur joueur : Dieter Brock (en) (QA), Blue Bombers de Winnipeg
- Trophée Schenley du meilleur joueur défensif : Dan Kepley (en) (SEC), Eskimos d'Edmonton
- Trophée Schenley du meilleur joueur de ligne offensive :  Mike Wilson (en) (BL), Eskimos d'Edmonton
- Trophée Schenley du meilleur Canadien : Gerry Dattilio (QA), Alouettes de Montréal
- Trophée Schenley de la meilleure recrue : William Miller (en) (DO), Blue Bombers de Winnipeg